# 徳間文庫
徳間文庫（とくまぶんこ）は、株式会社徳間書店が発行している文庫レーベル。

## 沿革と概要
1980年（昭和55年）10月に創刊された。創刊ラインナップは、赤川次郎『死者は空中を歩く』、生島治郎『ザ・シャドウ刑事』、勝目梓『炎の残像』、笹沢左保『3000キロの罠』、都筑道夫『退職刑事』、西村寿行『君よ憤怒の河を渉れ』、檜山良昭『スターリン暗殺計画』、平井和正『新・幻魔大戦』、光瀬龍『ロン先生の虫眼鏡』など。
徳間文庫カレッジシリーズ（実用・教養、2014年-17年）、徳間時代小説文庫シリーズ（2015年 -）、パステルシリーズ（少女向け、1989年-91年）など、様々なジャンルのシリーズを展開している。
2001年より、日本文藝家協会編の年刊アンソロジー「短篇ベストコレクション 現代の小説」を刊行している。
2015年、徳間文庫大賞が創設される。同大賞では、既刊の徳間文庫から読者と書店員が選んだ8点を候補作として、「書下し部門」「定番部門」の2部門で大賞が選ばれた（第二回からはその分類はなし）。
また、「エブリスタ小説大賞2015-16」と連動して「徳間文庫 冒険エンターテインメント小説賞」を行った。
また、2021年、TSUTAYAと執筆ツール「Nola」主催ではじまった『次世代作家 文芸賞』において、「一般向けエンターテイメント小説部門」を受賞した作品は、徳間文庫で刊行されることになった。
徳間書店刊行の文庫レーベルは他に、キャラ文庫、徳間デュアル文庫がある。
2006年、島田洋七『佐賀のがばいばあちゃん』が映画化されている。2013年、柴田よしき『激流』がテレビドラマ化されている。真梨幸子『殺人鬼フジコの衝動』は、50万部を超えるベストセラーとなっている。
2021年10月より、復刊専門の文庫内レーベルとして「トクマの特選！」が刊行開始された。

## 徳間文庫大賞
- 第1回 2015年
  - 書下し部門『妖草師』（著／武内涼）
  - 定番部門『先生のお庭番』（著／朝井まかて）
- 第2回 2016年『生きるぼくら』（著／原田マハ）
- 第3回 2017年『警視庁公安J』（著／鈴峯紅也）
- 第4回 2018年『二年半待て』（著／新津きよみ）
- 第5回 2019年『朽ちないサクラ』（著／柚月裕子）
- 第6回 2020年『痣』（著／伊岡瞬）
- 第7回 2021年『黙過』（著／下村敦史）
- 第8回 2022年『麻倉玲一は信頼できない語り手』（著／太田忠司）
- 第9回 2023年『歌舞伎座の怪紳士』（近藤史恵／著）[10]
- 第10回 2024年『国道食堂 １st season』（小路幸也／著）、『月はまた昇る』（成田名璃子／著）[11]